# Pterorhinus pectoralis
Pterorhinus pectoralis é uma espécie de ave da família Leiothrichidae.
Pode ser encontrada nos seguintes países: Bangladesh, Butão, China, Índia, Laos, Myanmar, Nepal, Tailândia, Estados Unidos da América e Vietname.
Os seus habitats naturais são: florestas subtropicais ou tropicais húmidas de baixa altitude e regiões subtropicais ou tropicais húmidas de alta altitude.